# CD Ceti
CD Ceti (CD Cet / GJ 1057) es una estrella en la constelación de Cetus.
Con magnitud aparente +13,78, no es observable a simple vista.
De acuerdo a su paralaje (117,1 ± 3,5 milisegundos de arco), está situada a 28 años luz del sistema solar.
CD Ceti es una tenue enana roja de tipo espectral M5.0V.
Parecida a GJ 1156 o a la conocida Próxima Centauri —la estrella más cercana al sistema solar—, tiene una temperatura efectiva de 3240 K.
De pequeño tamaño, su radio equivale al 18% del radio solar y gira sobre sí misma con una velocidad de rotación proyectada inferior a 3 km/s.
Su período de rotación puede ser tan largo como 102 días.
Su débil campo magnético, inferior a 2 kG, se relaciona con su lenta rotación.
Tiene una masa igual al 15,5% - 16% de la masa solar.
CD Ceti está catalogada como variable BY Draconis.
Estas variables —entre las que se encuentran DK Ceti o EX Ceti, en esta misma constelación— muestran variaciones en su luminosidad por la existencia de manchas en su superficie u otro tipo de actividad cromosférica.
La variación de brillo de CD Ceti es de 0,06 magnitudes, sin que exista período conocido.